# Lycenchelys pequenoi
Lycenchelys pequenoi är en fiskart som beskrevs av Anderson, 1995. Lycenchelys pequenoi ingår i släktet Lycenchelys och familjen tånglakefiskar. Inga underarter finns listade i Catalogue of Life.